# Bátaszéki II. Géza Gimnázium
A Bátaszéki II. Géza Gimnázium Tolna vármegye egyik középfokú oktatási intézménye, melynek fenntartója a magyar állam. Az intézmény hagyományosan és jelenleg is a kisebb létszámú gimnáziumok közé tartozik, ennek ellenére az iskola mind tanulmányi, mind pedig sportversenyek terén jó eredményeket ér el. A Bátaszéki Gimnázium nagyrészt a településen élő és annak közelében fekvő falvak diákjait tanítja.

## Az intézmény története
A mai gimnázium épületét, annak utcafronti részét 1878-ban emeltette a város egy megvásárolt parasztház helyén. Itt működött 1919 és 1948 között a Magyar Királyi Állami Polgári Fiú- és Leányiskola. Az alapfokú oktatási intézmény igazgatói Kóródi Miklós, Kardos Pál, Lovas M. János és Csathó László voltak. A még élő növendékek 1998-ban emléktáblát állíttattak az épület falára. Lovas M. János 1997-ben külön emléktáblát kapott. 
Az 1948-ban létrehozott állami általános iskola a településen két épületben és néven működött: I. számú Állami Általános Fiúiskola (Budai út 11.) és II. számú Állami Leányiskola (Kossuth L. utca 38-42). 1963-ban az I. sz. Általános Iskola szervezetén belül és épületében megkezdte működését a gimnázium. Az intézmény első igazgatója Földes László lett. A gimnázium alapító osztályának 36 nappali munkarendű és 12 levelező tagozatos növendéke volt.
1972-ben a két általános iskola szervezetileg összevonásra került, a gimnázium pedig önállóvá vált. A gimnázium új épülete a jelenleg is ott üzemelő Kossuth utcai épületben lett kialakítva.

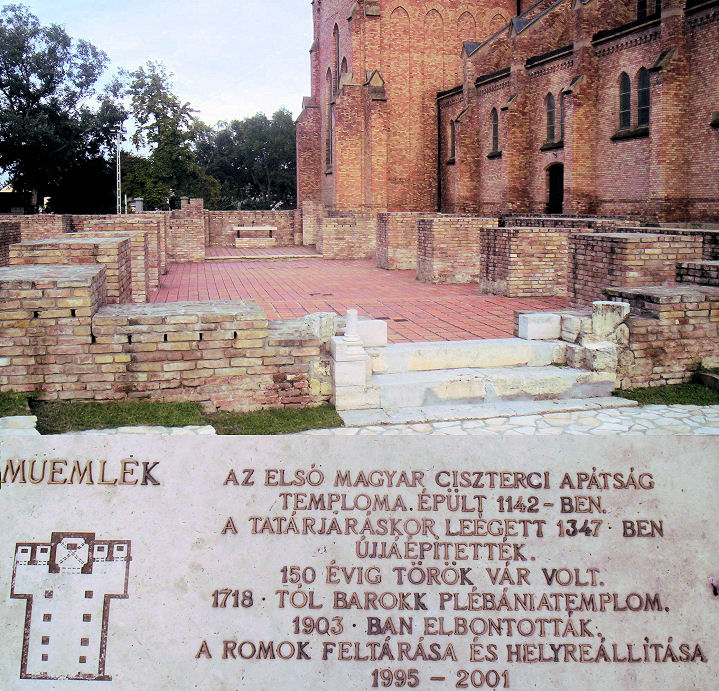
A bátaszéki ciszterci monostor romjai

Az 1989-es rendszerváltáskor az iskola felvette II. Gézát az intézmény nevébe. Azért a magyar királyra esett a választás, mivel 1142-ben a mai Bátaszéken alapította meg az első magyarországi ciszterci monostort, melynek alapjai ma is megtekinthetőek a város Nagyboldogasszony-temploma mellett. Az új név mellett új címere is lett a gimnáziumnak, melyet a korábbi tanár, Mayer Antal készített.
2010-ben a gimnázium hatalmas átépítésen és felújításon esett át, amely során az intézmény modern fűtési rendszert kapott, illetve kicserélték az elavult nyílászárókat is. A régi tornaterem helyén 4 osztálytermet és egy egyetemi előadótermet alakítottak ki, az épületbővítéssel pedig 200-250 fő befogadására alkalmas térrel is nőtt az épület alapterülete. Ezeken kívül egy új informatika terem is létesült az emeleten.

## A gimnázium igazgatói
A Bátaszéki Gimnázium igazgatói
- Földes László (1963–1969)
- Kalász  János (1969–1970)
- Rókus János (1970–1973)
- Kunos Ferenc (1973–1991)

Az Integrált Intézmény főigazgatói 
- Kemény Lajos (2009–2015)
- Mészáros István (2015–2016)

A Bátaszéki II. Géza Gimnázium igazgatói
- Sümegi József (1991–2015)
- Neidhardtné Gyarmati Erzsébet (2015–2016)
- Sümegi József (2016–)

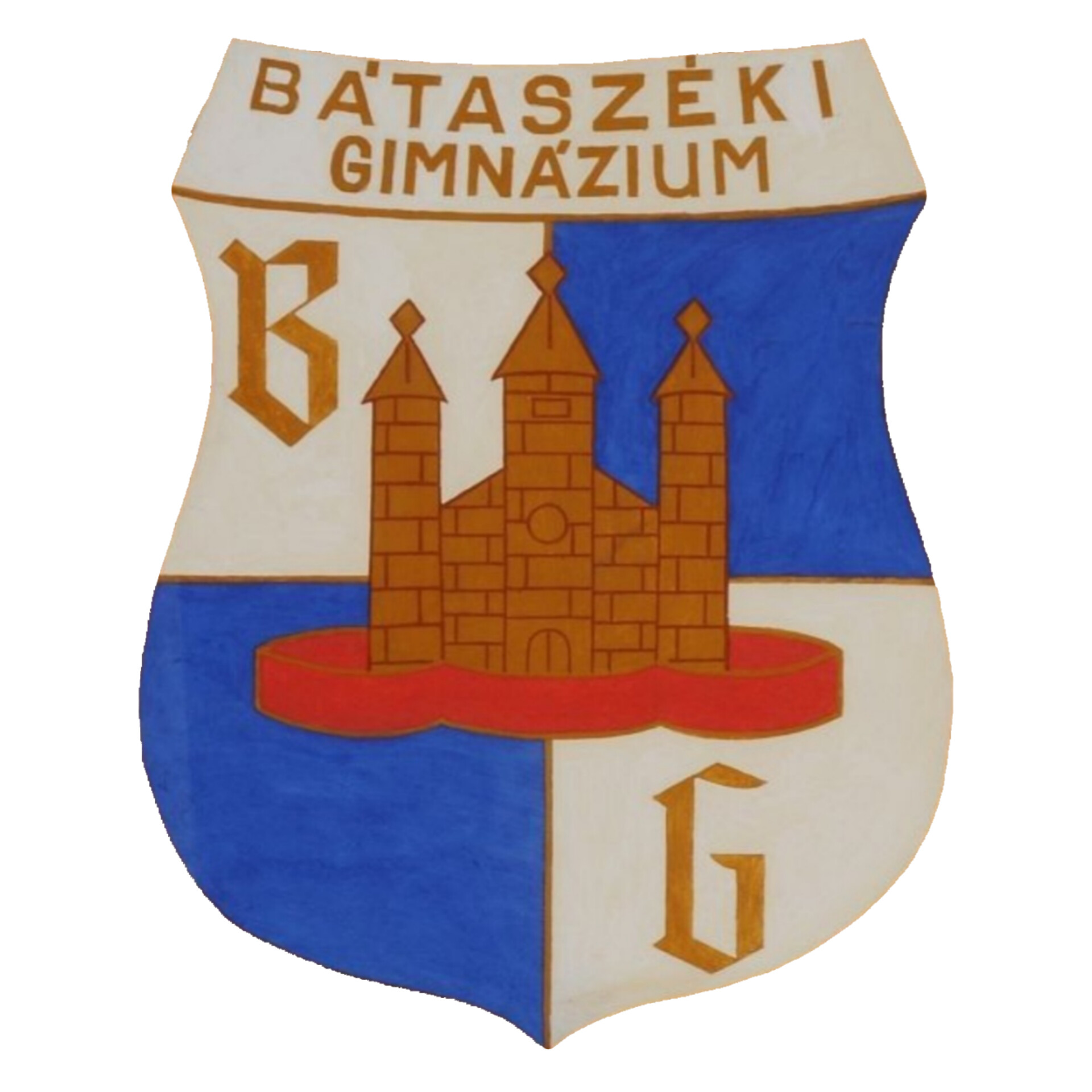
A gimnázium címere (1963-1989)
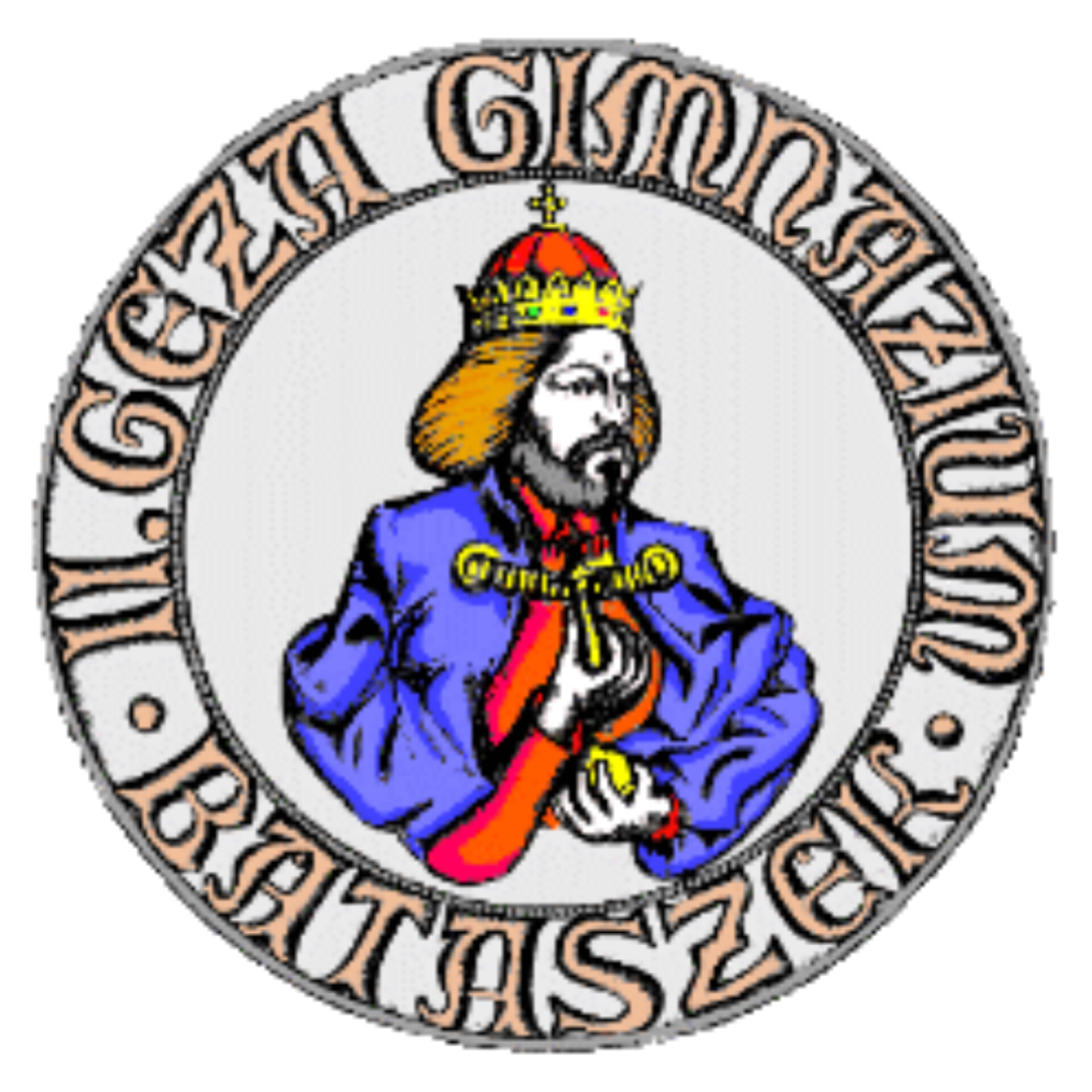
A gimnázium címere (1989-2023)
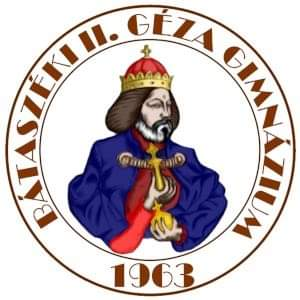
A gimnázium címere (2023-)

## Az intézmény híres diákjai
- Mellár Tamás közgazdász, a KSH volt elnöke, volt Pécsi önkormányzati képviselő, országgyűlési képviselő, az MTA doktora
- Rákay Philip médiaszereplő, televíziós műsorvezető
- Heilmann Józsefné Wirth Mária a Szekszárdi Garay János Gimnázium korábbi igazgatója
- Bomba Gábor szekszárdi független önkormányzati képviselő, az Éljen Szekszárd Egyesület vezetője
- Fajszi Lajos korábbi szekszárdi fideszes önkormányzati képviselő, a 2013-as trafikbotrány egyik résztvevője

## Képzések és rendezvények

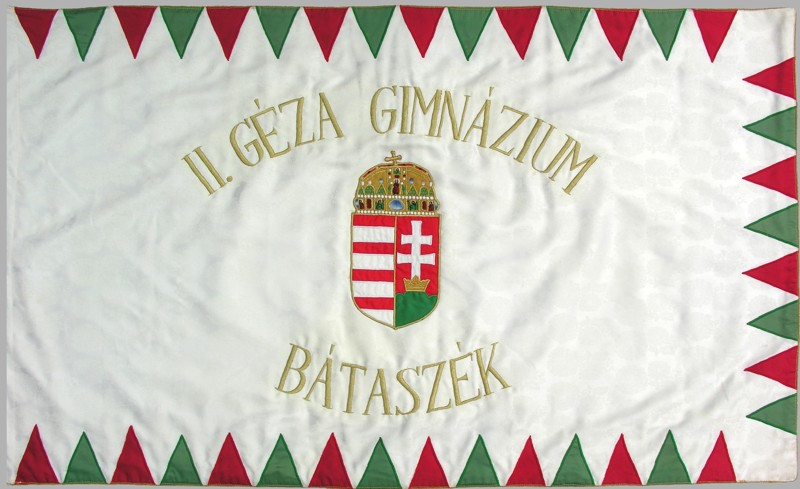
Az intézmény zászlója

A gimnáziumba a tanulók életkoruk szerint az alábbi osztályokba jelentkezhetnek:
- 4 osztályos képzés: négy év alatt készül fel a diák az érettségi vizsgára. Felvételi vizsgát nem tartanak. A diákokat az általános iskolából hozott eredmények alapján veszik fel. Elsősorban az érettségi tárgyak (magyar, matematika, történelem, idegen nyelv) eredményeit veszik figyelembe.
- 6 osztályos képzés: hat év alatt készül fel a diák az érettségi vizsgára. Előnyei többek között, hogy a középiskolai tananyagok alaposabban elsajátíthatóak ezáltal egyenletesebb terhelés lesz a tanulókon. Felvételi vizsgát itt sem tartanak, a diákokat az általános iskolából hozott eredmények alapján veszik fel.
- Esti képzés: a Tempus Iskola külön képzést indított az intézményben a 16-nál idősebbek számára. Heti két délután van oktatás, továbbá több ösztöndíjra illetve diákigazolványra is jogosultak akik ezt a képzést választják. A teljes tanfolyam ingyenes, ezen kívül az érettségi regisztráció is díjtalan.